# عملية بيوولف
تشير عملية بيوولف (بالإنجليزية: Operation Beowulf) إلى خطتين ألمانيتين لاحتلال جزيرتي ساريما ، هيوما، وموهو ، قبالة الساحل الغربي لإستونيا. كان لكلتا الخطتين نفس الأهداف، لكنهما افترضتا نقاط انطلاق مختلفة. بدأ الهجوم، باستخدام بيوولف 2 ، في 9 سبتمبر/أيلول 1941م، وحقق أهدافه بحلول 21 أكتوبر/تشرين الأول. 

## بيوولف ١
افترضت هذه النسخة انتصارًا ألمانيًا سريعًا في دول البلطيق . كانت ستكون إعادة صياغة لعملية ألبيون ، التي أُطلقت من كورلاند في لاتفيا. في النهاية، تأخرت القوات الألمانية أثناء عبورها الأراضي الإستونية.

## بيوولف ٢
هذه النسخة التي تم تنفيذها كانت هجومًا من الساحل الغربي لإستونيا. كانت هناك سلسلة من الهجمات التشتيتية لتشتيت المدافعين السوفيت. كانت الجزر محصنة من قبل 23,700 جندي سوفيتي من اللواء الثالث للبنادق. كانت القوة الألمانية المخصصة للعملية هي فرقة المشاة 61 والتي تم تعزيزها برواد هجوميين إضافيين والمدفعية. تم نقل القوة من الساحل الإستوني بواسطة أسطول من حوالي 100 بارجة وعبارة مع 150 قارب هجومي أصغر.  تم تجميع قوة مهام بحرية ألمانية وفنلندية مشتركة لتغطية عمليات الإنزال، والتي تضمنت الطرادات الخفيفة إمدن وكولن ولايبزيغ.  أثناء القصف البحري التشتيتي، في 13 سبتمبر، غرقت سفينة الدفاع الساحلي الفنلندية الكبيرة إلمارينن عندما اصطدمت بلغم قبالة هانكو. 
تمهيدًا، تم الاستيلاء على جزيرة فورمسي الصغيرة في 9 سبتمبر. في 14 سبتمبر، بدأ الهجوم الرئيسي بإنزال على موهو، المتصلة بجزيرة ساريما الأكبر بواسطة جسر. تم تأمين موهو بحلول 16 سبتمبر وتم إنشاء رأس جسر عبر الجسر في اليوم التالي. بحلول 23 سبتمبر، تم دفع الحامية السوفيتية إلى شبه جزيرة سورف المحصنة بشدة؛ وأجبروا تدريجيًا على ترك دفاعاتهم من قبل رواد الهجوم بمساعدة دعم نيران البحرية واستسلمت آخر القوات السوفيتية في 5 أكتوبر. بدأ الهجوم على جزيرة هيوما في 12 سبتمبر؛ وأجبر المدافعون على العودة إلى شبه جزيرة تاخونا، حيث استسلم الناجون أخيرًا في 21 أكتوبر 1941م. ونظرًا للتفوق البحري والجوي المحلي للمحور، لم يتمكن أي من المدافعين السوفييت من الفرار؛ وبلغت خسائرهم 4,700 قتيل و19,000 أسير. وبلغ إجمالي الخسائر الألمانية 2,850. 